# Leverkusen
Leverkusen is een kreisfreie Stadt in het Rijnland, in de Duitse deelstaat Noordrijn-Westfalen. Leverkusen ligt ten noorden van Keulen aan de rechter Rijnoever, ter hoogte van de monding van Wupper en Dhünn in de Rijn. De stad telt 163.905 inwoners (31 december 2020) op een oppervlakte van 78,87 km². Op 31 december 2020 had 17,46% van de inwoners een niet-Duits staatsburgerschap (28.620 niet-Duitsers) en hadden 315 inwoners het Nederlandse staatsburgerschap.
Leverkusen is in 1930 gesticht door de fusie van de stad Wiesdorf met de gemeenten Schlebusch, Steinbüchel en Rheindorf. De stad is vernoemd naar de chemicus Carl Leverkus. De arbeiderswijk rond de fabriek Bayer werd door hem reeds in de 19de eeuw Leverkusen genoemd. Op 1 april 1955 werd Leverkusen een kreisfreie Stadt en telde toen 78.623 inwoners. Op 17 november 1963 bereikte de stad de kaap van 100.000 inwoners. Bij de gemeentelijke herindeling op 1 januari 1975 werden Opladen, Bergisch Neukirchen en Hitdorf bij Leverkusen gevoegd. De stad Leverkusen had nu ongeveer 170.000 inwoners.

## Kunst en cultuur

### Bezienswaardigheden
- Kasteel Morsbroich met Museum Morsbroich en Skulpturenpark Schloss Morsbroich

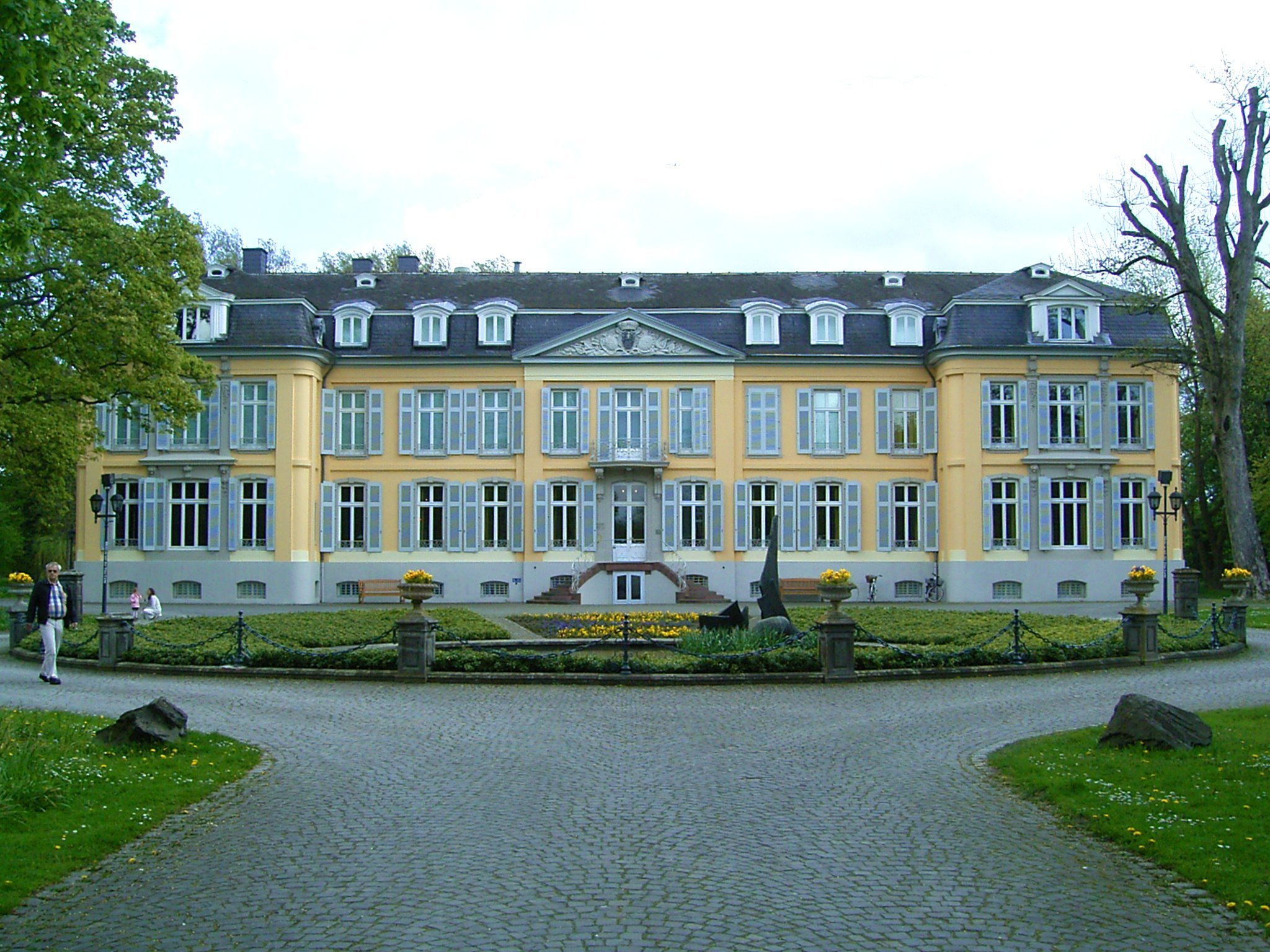
Schloss Morsbroich

- Sint-Nicolaaskerk

## Partnersteden
- Racibórz (Polen), sinds 2002

## Geboren
- Dietmar Mögenburg (1961), hoogspringer
- Silke Lichtenhagen (1973), sprintster (atletiek)
- Danny Ecker (1977), polsstokhoogspringer
- Cemile Giousouf (1978), politica
- Felix Sturm (1979), bokser
- Markus Esser (1980), kogelslingeraar
- Anas Ouahim (1997), voetballer

## Galerij

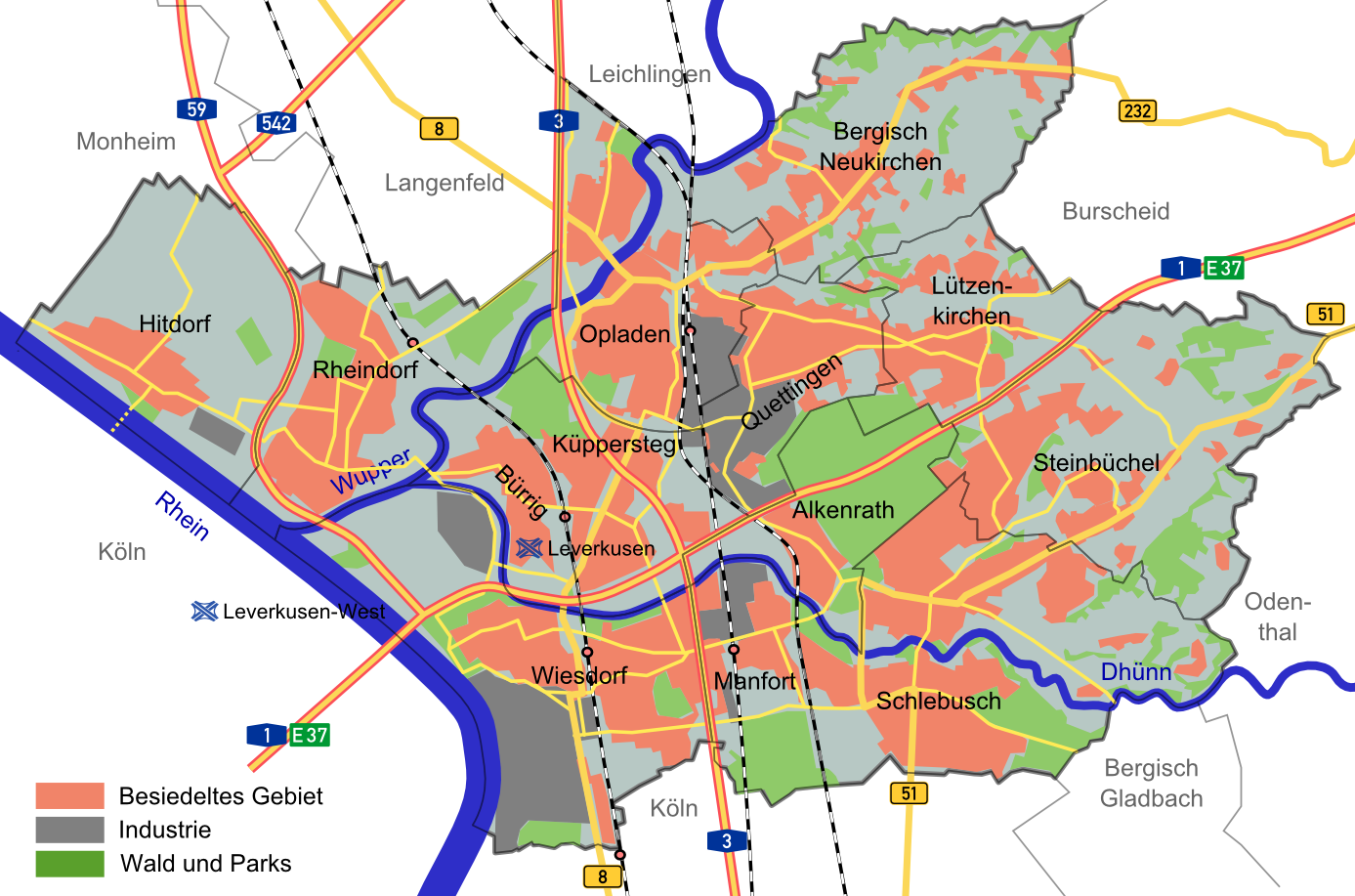
Kaart van Leverkusen, situatie 2007
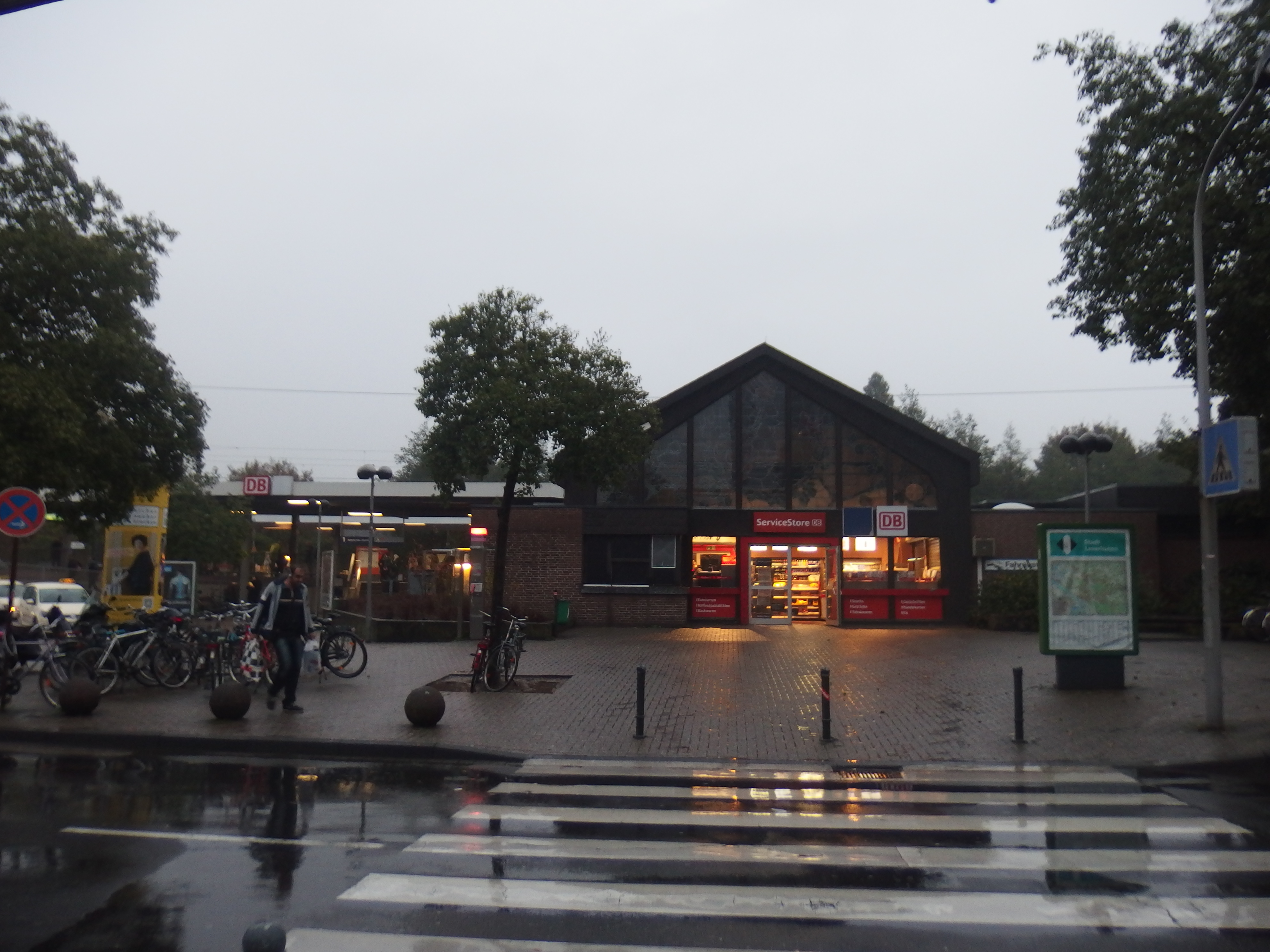
Station Leverkusen-Mitte
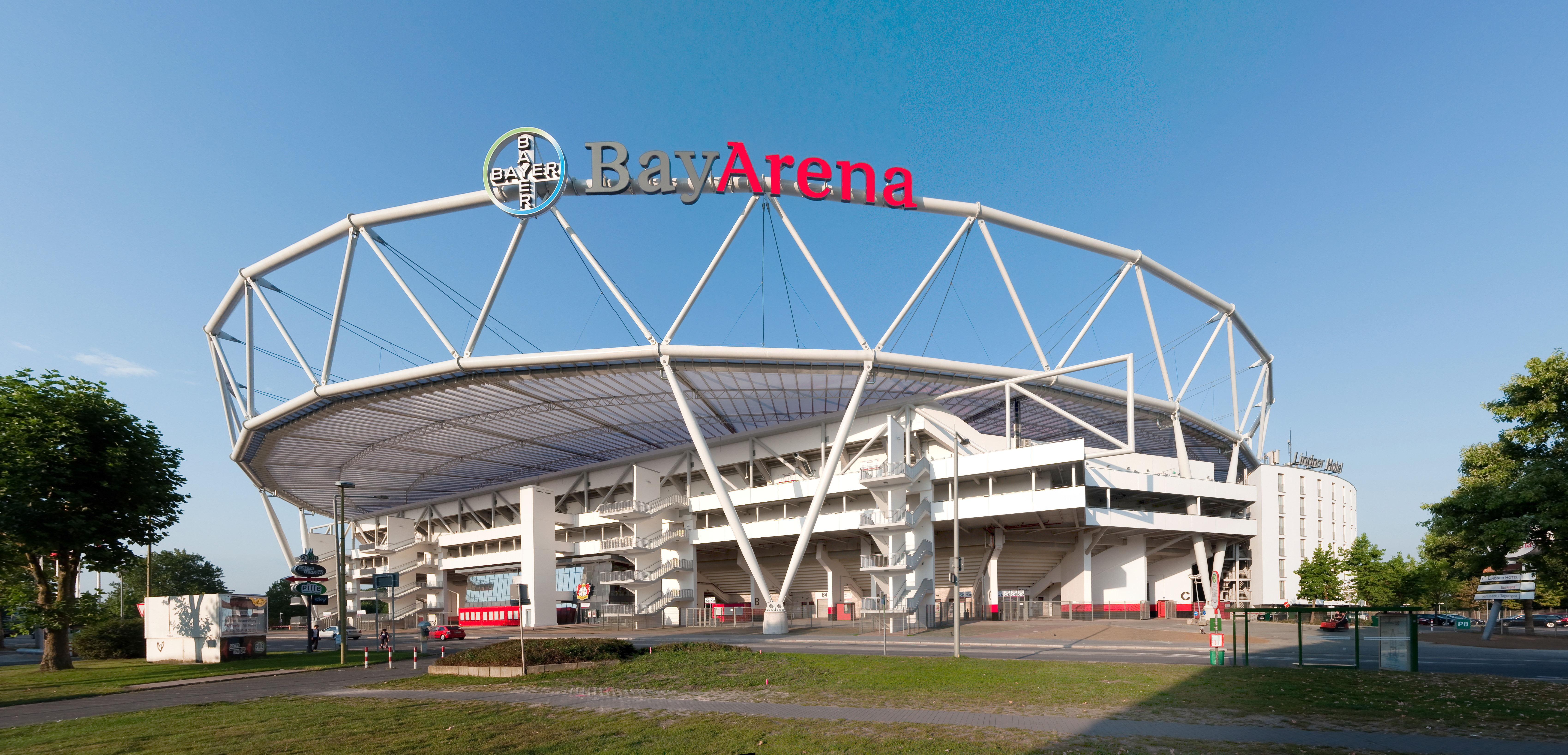
BayArena
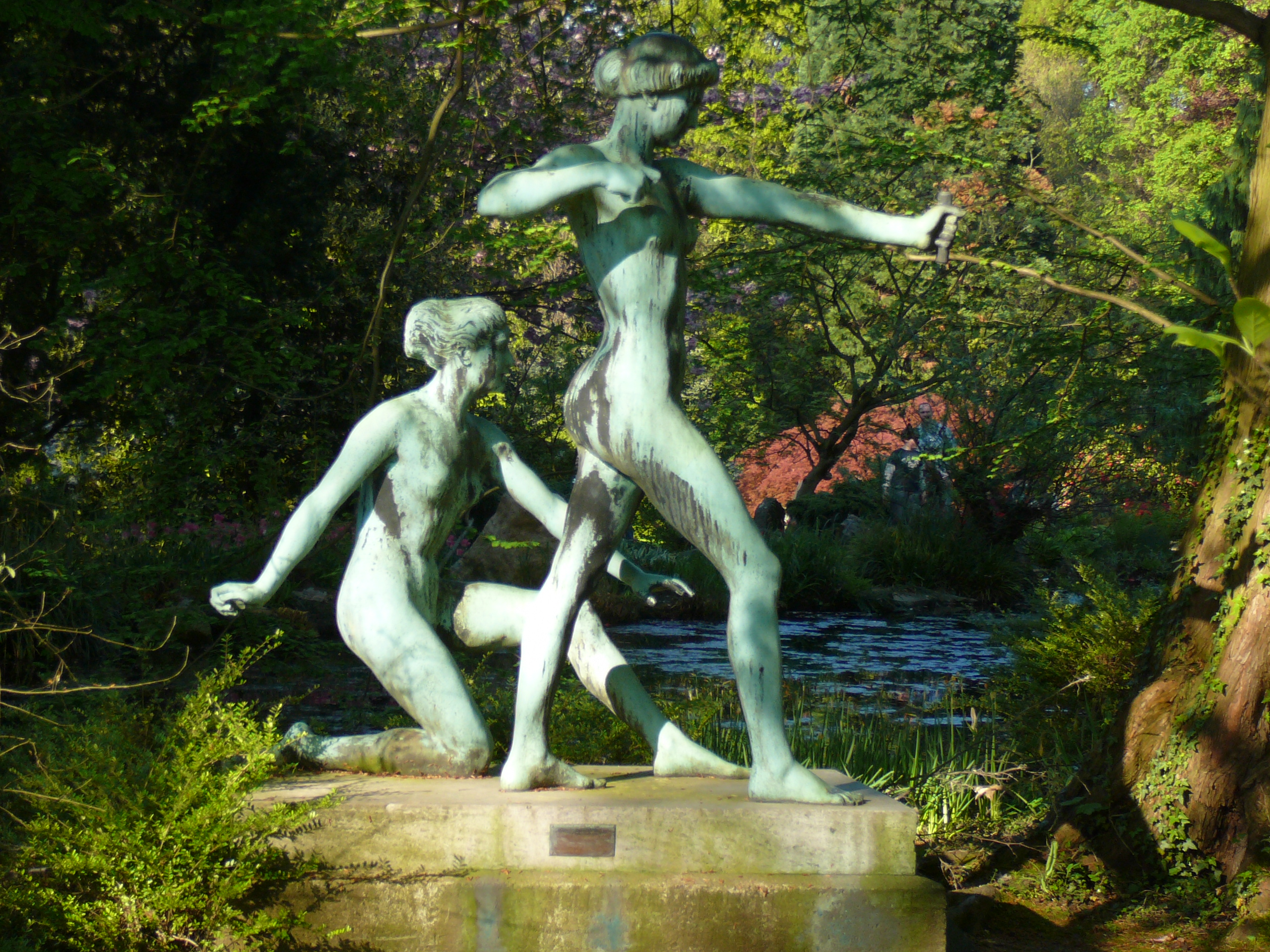
Carl-Duisberg-Park
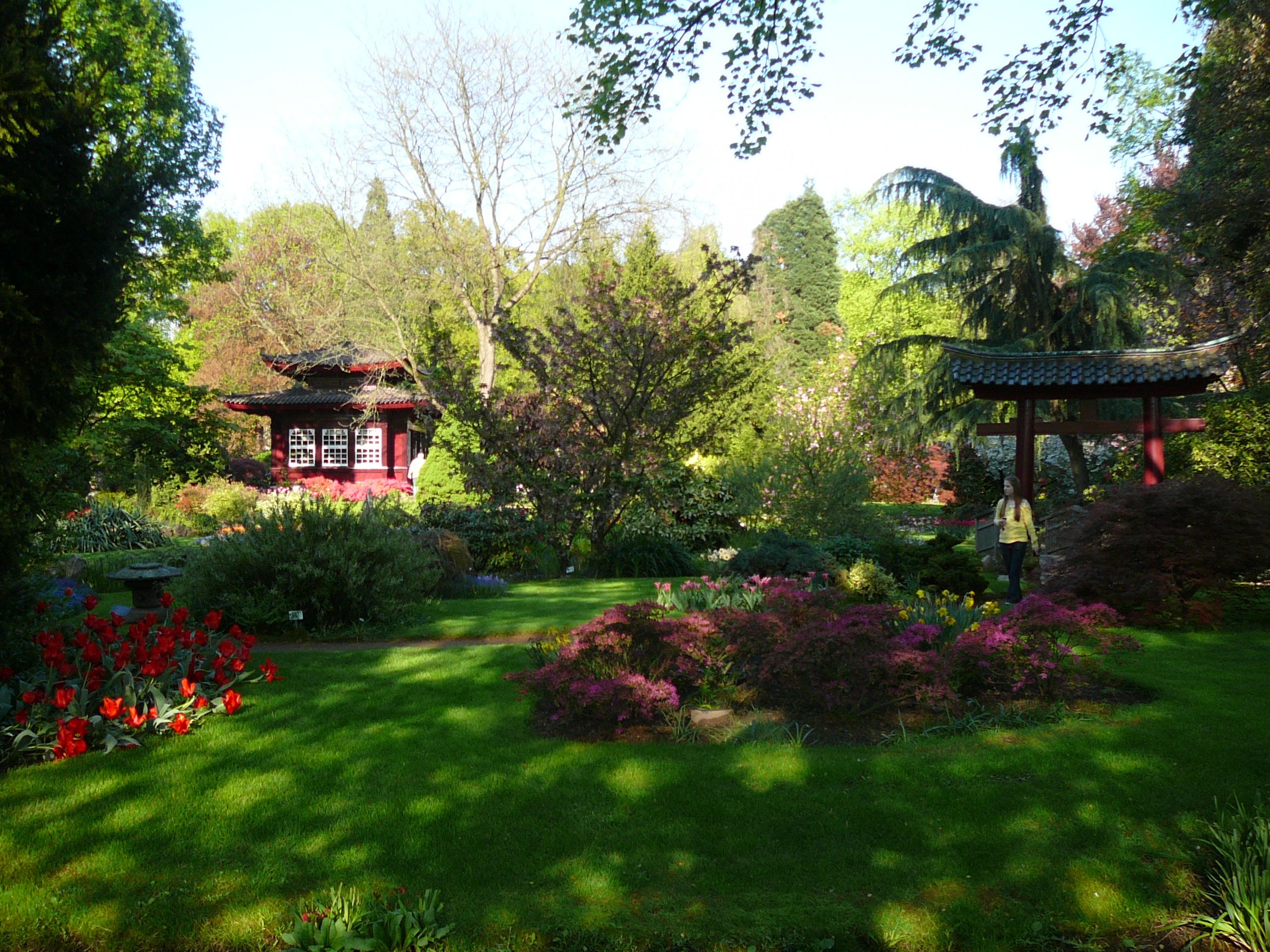
Japanische Garten, in Carl-Duisberg-park